# Bultaco Cazarécords
La Bultaco Cazarécords, sovint escrit Cazarecords (en català: "Caçarècords"), fou un prototipus de motocicleta de velocitat desenvolupat per Bultaco durant l'estiu de 1960 amb la intenció, com el seu nom indica, d'aconseguir rècords de velocitat sobre dues rodes. El 2 d'octubre d'aquell mateix any, en mans d'un equip de cinc pilots (Marcel Cama, John Grace, Paco González, Ricardo Quintanilla i Georges Monneret), la moto va assolir els seus objectius en batre cinc rècords mundials d'un sol intent al circuit de Montlhéry, fita que obtingué un gran ressò internacional i va suposar el llançament definitiu de la marca.
Equipada amb un motor de dos temps monocilíndric refrigerat per aire de 175 cc, la Cazarécords fou dissenyada pel mateix fundador de Bultaco, Francesc Xavier Bultó, prenent com a base la G.P. de 125 cc que havia creat feia poc tot partint de la Tralla 101, el primer i únic model comercialitzat per l'empresa en aquells moments. Atès que la Cazarécords es creà específicament per al desafiament de Montlhéry, un cop superada la prova la moto no es va continuar millorant ni s'hi va tornar a córrer, per bé que Bultaco la va emprar com a imatge de marca i element publicitari en diverses fires i esdeveniments de l'època.

## Història

### Antecedents: Els inicis de Bultaco
Fundada el 17 de maig de 1958, Bultaco presentà el seu primer model el 24 de març de 1959: la Tralla 101, una motocicleta de 125 cc capaç d'assolir els 117 km/h que fou qualificada per la premsa com a la motocicleta amb motor de dos temps de millor rendiment de l'època. D'aquella moto se'n derivaren ben aviat algunes versions per a competició, des de la Tralla S de 1959 fins a la G.P. de 1960, estrenada per John Grace el 3 d'abril al circuit de Montjuïc amb gran èxit. Poc després, el 22 de maig, Marcel Cama guanyà amb aquesta moto una cursa en la categoria de 175cc a Clarmont-Ferrand.
Al llarg de 1960, Bultaco guanyà més de 50 curses arreu del món, moltes d'elles gràcies al seu equip oficial de competició (anomenat "Escudería Dos Tiempos"), format per Marcel Cama, John Grace, Paco González i Ricardo Quintanilla. Durant aquell any i el següent, tots ells contribuïren al desenvolupament de la Bultaco TSS (de "Tralla Super Sport"), el definitiu model de competició que l'empresa llançà al mercat amb gran èxit.

### La "Standard Oil" d'Esso
El 1960, la companyia petroliera Esso ideà una operació de màrqueting encaminada a promocionar els seus olis per a motors de dos temps i n'encarregà l'organització al conegut pilot francès Georges Monneret. Coneguda com a "Standard Oil" (antic nom de la companyia nord-americana), l'operació consistia en l'intent de batre rècords del món de velocitat en llarga distància, agrupats en diverses cilindrades.
L'escenari escollit per a l'esdeveniment fou el circuit de Montlhéry (actualment anomenat Linas-Montlhéry), al sud de París, ja que en ser oval i amb revolts peraltats era idoni per a l'escomesa. A l'hora de triar les motos que hi havien de participar, Monneret optà per una Ceccato de 75 cc per als rècords de la categoria de 125cc i una Velocette de 500 cc per als de les cilindrades grans. De cara a les intermèdies (175, 250 i 350cc) s'interessà per Bultaco, un fabricant amb poc més d'un any al mercat i encara amb només un model en producció -la Tralla 101-, però que l'havia impressionat després de presenciar la victòria de Marcel Cama a Clarmont-Ferrand. Durant el mes de juliol, Monneret trucà a Sant Adrià de Besòs i li exposà la situació a Paco Bultó, qui de seguida acceptà el desafiament i començà a preparar un prototipus especial de 175 cc a partir de la G.P. de competició.

### La gesta de Montlhéry

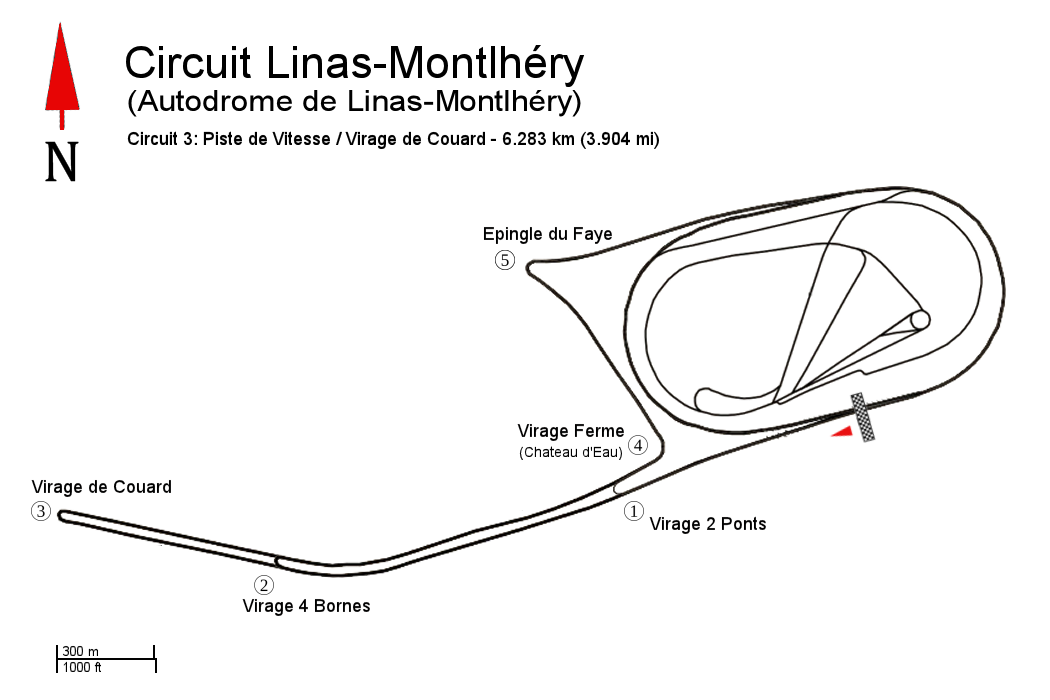
Plànol del circuit de Linas-Montlhéry, amb els diversos traçats existents

Després de diversos dies d'entrenament, el diumenge 2 d'octubre de 1960 un complet equip de Bultaco, dirigit per Paco Bultó, culminà la gesta a Montlhéry. Cinc pilots (els quatre de l'equip oficial més el mateix Georges Monneret) havien de rodar durant 24 hores seguides amb la moto per tal de batre els rècords de les 12 i 24 hores. Malgrat la incertesa d'uns forts vents i una pluja persistents, que feien perillar l'èxit de la missió (les prediccions oficials anunciaven quatre dies de mal temps), a les sis de la tarda la moto començà a rodar amb unes condicions meteorològiques força millorades.
Abans d'arribar a les dotze hores, quan els rècords a batre eren al seu abast, el xassís de la Bultaco es va partir. Com que portaven una velocitat mitjana superior en 20 km/h a la marca anterior, disposaven de prou marge per a mirar de soldar-lo sense desmuntar tota la moto, però atès que això comportava un greu perill d'incendi es va decidir de continuar fins a completar les dotze hores i després, amb dos rècords ja superats, aturar-se, soldar i continuar. Unes hores després se'ls tornà a trencar el xassís i varen repetir la jugada. Per acabar-ho d'adobar, durant les darreres quatre hores de les 24 previstes, el mal temps va tornar. Finalment, cap d'aquests maldecaps no va impedir que la Bultaco acabés batent cinc rècords del món de velocitat un cop completades les 24 hores.
Un cop acabat l'esdeveniment, la Bultaco Cazarécords fou exhibida a l'estand d'Esso durant el Saló Internacional de l'Automòbil de París, i després tornà a Catalunya, essent conservada per Bultaco com una de les realitzacions més emblemàtiques de l'empresa. Pel que fa als pilots, els fou atorgada la medalla d'argent al mèrit motorista i se'ls proposà per a la medalla al mèrit esportiu, mentre a Bultaco li fou atorgat un diploma commemoratiu.

#### L'equip
L'equip que desplaçà Bultaco a Montlhéry el formaven, a banda de Francesc Xavier Bultó, les següents persones:
- 5 pilots:
  - Marcel Cama i Marquès
  - John Grace
  - Francisco González Sanchis
  - Ricardo Quintanilla
  - Georges Monneret
- 1 cap de mecànica: 
  - Albert Nomen i Segarra
- 2 mecànics: 
  - Jaume Mas i Puigventós
  - Josep Codina
- 1 responsable de control general i cronometratge: 
  - Fèlix Arsequell
- 1 coordinador: 
  - Tomàs Salafranca i Siguan

#### Els rècords
Els rècords que va batre la Bultaco Cazarécords restaven invariables d'ençà de 1950; d'ençà d'aquella data diverses marques els havien intentat superar debades en un total de 17 ocasions, totes elles acabades en abandonament per avaria.
La Bultaco va aconseguir, a la primera, batre cinc rècords del món: els de velocitat durant 12 hores en categories de 175cc i 250cc i els de 24 hores en aquestes dues cilindrades i, a més, en la de 350cc. Els resultats quedaren així:
Rècords establerts
- Rècord de velocitat durant 12 hores en categories de 175cc i 250cc:
  - Distància total recorreguda: 1.725,128 km
  - Velocitat mitjana: 143,76 km/h[a]
- Rècord de velocitat durant 24 hores en categories de 175cc, 250cc i 350cc:
  - Distància total recorreguda: 3.162,028 km
  - Velocitat mitjana: 131,75 km/h[b]

Rècords anteriors
1. ↑  175cc: 132,6 km/h, 250cc: 139,9 km/h
2. ↑  175cc: 102 km/h, 250cc i 350cc: 120,5 km/h

Com a prova de la qualitat de la Cazarécords, un cop acabat l'esdeveniment Pierre Monneret, fill de Georges, va voler provar la moto i va fer tres voltes més al circuit, observant que la Bultaco seguia assolint tranquil·lament els 175 km/h a la recta.

## Actualitat
Amb el tancament de Bultaco a mitjan dècada de 1980, la Cazarécords anà a parar a mans de la família Soler, propietaris del Museu de la Moto de Bassella i del de Barcelona. Els Soler tingueren la moto exposada al seu museu de Bassella durant anys, fins que el setembre de 2013 la traslladaren al museu de Barcelona on es pot admirar des d'aleshores, inicialment dins l'exposició temporal "Motos úniques i singulars" i, d'ençà del novembre de 2014, dins la nova exposició "Bultaco. Motos de llegenda".
A l'abril del 2010, amb motiu de la proximitat del 50è aniversari de la consecució dels rècords mundials, la moto tornà a presentar-se en públic en el marc de l'antic autòdrom de Terramar, a Sant Pere de Ribes, on la pilotà durant tres voltes Ricardo Quintanilla, l'únic supervivent dels protagonistes de la gesta de 1960 (i amb 76 anys en aquells moments). Poc després, es va exhibir també al circuit del Jarama i el cap de setmana del 2 al 4 de juny, amb motiu del Gran Premi de Catalunya, s'exposà dalt d'un podi instal·lat dins l'àrea de MotoGP del Circuit de Catalunya.

## Característiques

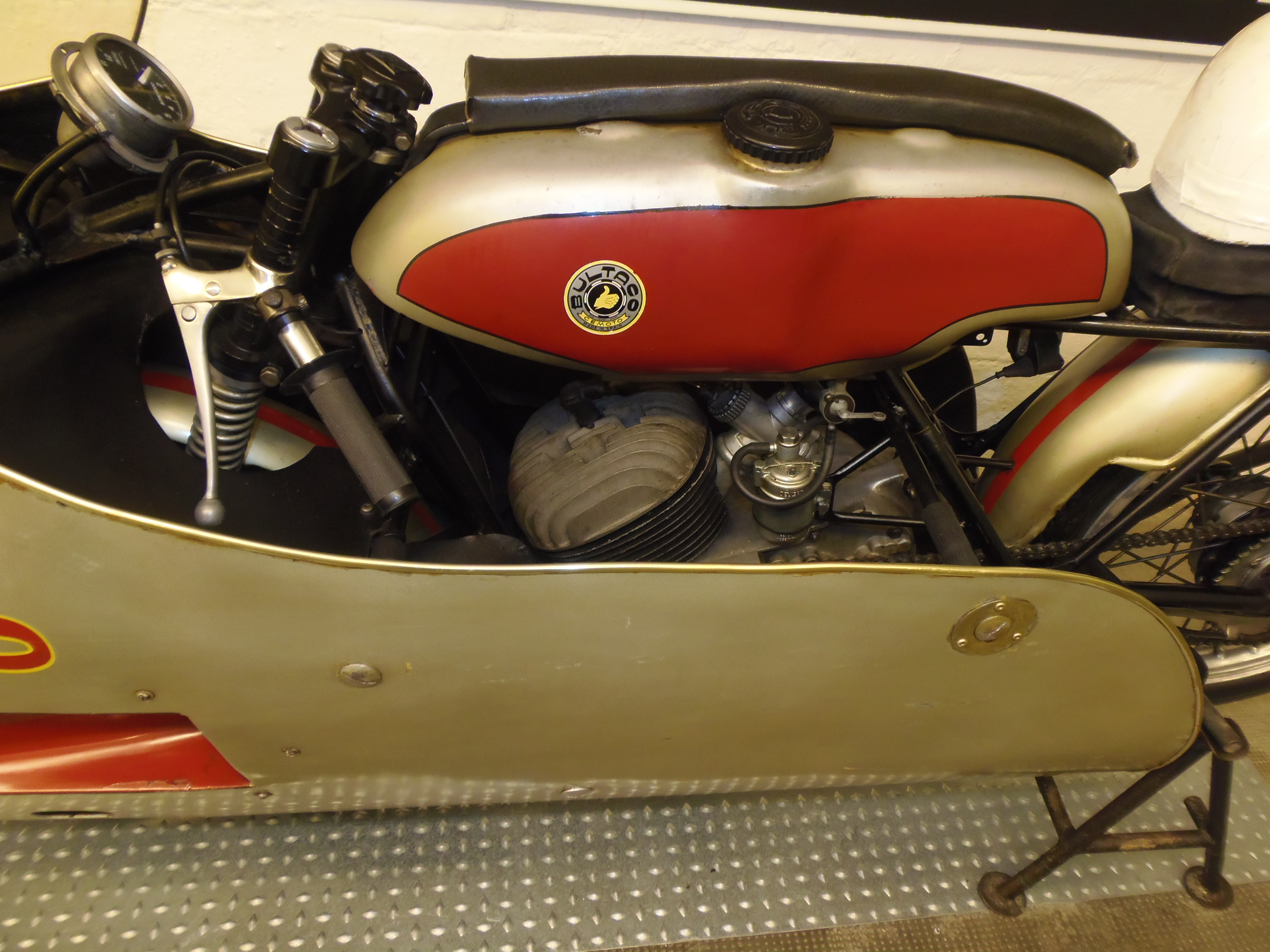
Detall del dipòsit i motor de la Cazarécords

La Bultaco G.P., la moto que serví de base a la Cazarécords, disposava d'un bastidor de doble bressol especial, fet a mida per a encabir-hi un motor amb les cotes de la Tralla però amb més inclinació de l'habitual, per tal d'aconseguir més ventilació. A més, disposava d'embragatge en sec i a l'aire, frens Olsani al davant, escapament tipus "pot" i amortidors tipus llapis.
Sobre aquesta estructura, la Cazarécords incorporava un carenat integral i uns suports especials per als nous reposapeus, un fre anterior més estàndard i un selló i tub d'escapament redissenyats, mentre el dipòsit era l'original de la G.P.
L'aerodinàmica acuradament dissenyada i la geometria simple, però ben concebuda, són les principals característiques del prototipus, un clar exponent de l'esperit competitiu de Paco Bultó. Cal dir que, un cop iniciats els entrenaments a Montlhéry, el carenat que havia dissenyat inicialment Bultó no va funcionar com ell s'esperava, de manera que decidí de retallar-lo allà mateix per tal de millorar-ne el comportament.
D'altra banda, la causa dels problemes que tingueren durant la prova amb el xassís fou un enfocament erroni per part de Paco Bultó a l'hora de dissenyar la moto; en paraules seves: «Amb aquesta moto em vaig equivocar perquè la vaig voler fer molt lleugera i es trencava el xassís. No vaig pensar que en ser una pista de velocitat sense viratges, es podia anar sempre al màxim i no s'havia d'accelerar en sortir dels revolts, amb la qual cosa el pes, un cop llançada la moto, no era tan crític com en una moto de competició convencional. Si hagués fet el xassís més sòlid, no ens hauríem passat més d'una hora a boxes soldant, i les nostres marques haguessin estat encara millors».

### Fitxa tècnica
| Bultaco Cazarécords | Bultaco Cazarécords        | Bultaco Cazarécords |
| --- | -------------------------- | ------------------- |
| Any | 1960                       |                     |
| CC | 174,77                     |                     |
| Diàmetre x Carrera | ?                          |                     |
| Compressió | ?                          |                     |
| CV | ?                          |                     |
| Canvi | 4 velocitats               |                     |
| Suspensió davant | Forquilla hidràulica       |                     |
| Suspensió darrera | Doble amortidor telescòpic |                     |
| Pneumàtic davant | ?                          |                     |
| Pneumàtic darrera | ?                          |                     |
| Frens davant | Tambor                     |                     |
| Frens darrera | Tambor                     |                     |
| Pes en sec | ?                          |                     |
| Capacitat dipòsit | ?                          |                     |
| \| • Configuració motor \| \| ------------------------------------------------------------------------------------------------ \| \| - Tipus: 1 cilindre - Cicle: Dos temps - Refrigeració: Per aire - Velocitat màxima: 175 km/h[12] \| |                            |                     |
| • Configuració motor |                            |                     |
| - Tipus: 1 cilindre - Cicle: Dos temps - Refrigeració: Per aire - Velocitat màxima: 175 km/h |                            |                     |

1. 1 2  Malgrat que aquesta dada no s'ha pogut documentar, se n'ha inferit el valor de la mateixa dada corresponent a la TSS 175 de 1962, pressuposant que en aquest aspecte serien idèntiques.[15]